# Papaver syriacum
Papaver syriacum är en vallmoväxtart som beskrevs av Pierre Edmond Boissier och Bl.. Papaver syriacum ingår i släktet vallmor, och familjen vallmoväxter. Inga underarter finns listade i Catalogue of Life.

## Bildgalleri

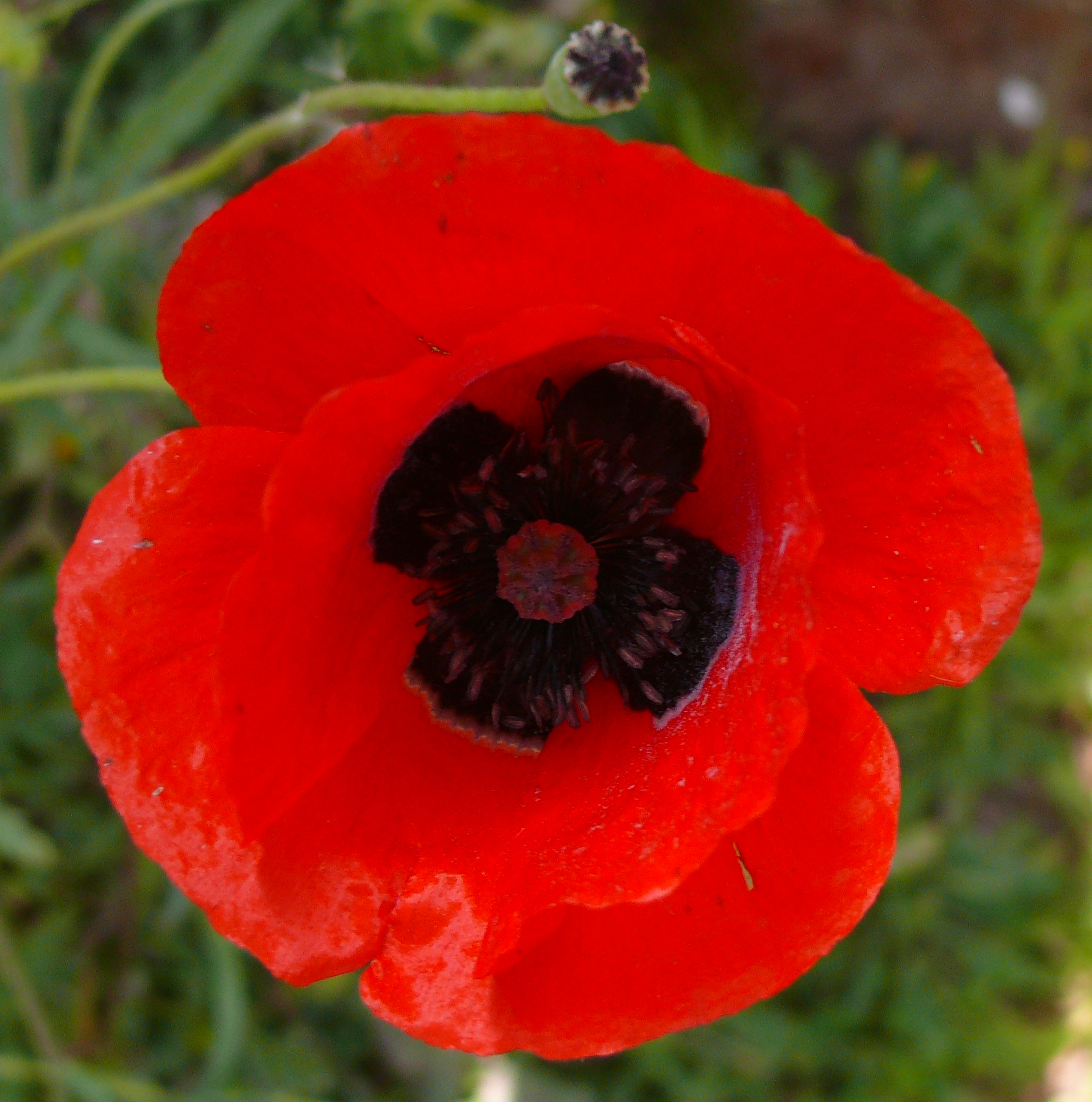
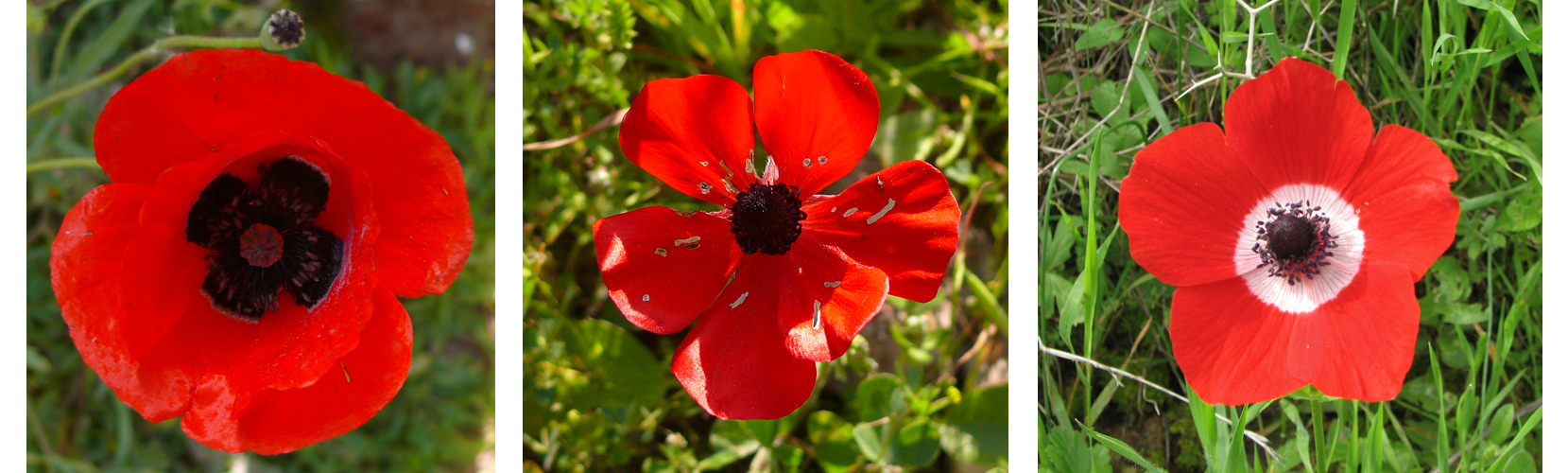